# Merc (MUD)
Merc — программный продукт, представляющий собой многопользовательский мир (МПМ, или MUD), созданный на основе кода DikuMUD и Copper MUD. Появившись в начале 1990-x годов, он стал основой для многих будущих реализаций МПМ.
Merc был создан Michael Chastain («Furey»), Michael Quan («Kahn») и Mitchell Tse («Hatchet») из Калифорнийского университета и был впервые выпущен 18 декабря 1992. В течение первых же месяцев код Merc был признан другими разработчиками МПМ и стал использоваться как основа для разработок других миров. Позже, в 1993 году, авторы Merc от имени компании MERC Industries выпустили вторую версию кода. MERC Industries перестала существовать 13 октября 1993 года, и последней выпущенной версией Merc стала версия 2.2 от 24 ноября 1993 года.

## Внешняя ссылка
- Mud Magic: Merc исходники проекта Архивная копия от 11 января 2006 на Wayback Machine